# 의령옹주
의령옹주(義寧翁主, ? ~ 1466년 2월 24일(음력 2월 1일))는 조선의 옹주로 태조(太祖)의 4녀이자 서장녀이다. 어머니는 찬덕 주씨(贊德 周氏)이다. 이등(李登)에게 하가하여 4남 3녀를 낳았다.

## 가족관계
친정 전주 이씨(全州 李氏) 
- 조부 : 추존 환조대왕(桓祖大王, 1315~1360)
- 조모 : 의혜왕후 영흥 최씨(懿惠王后 永興 崔氏, 생몰년 미상)
  - 아버지 : 제1대 태조대왕(太祖大王, 1335~1408, 재위: 1392~1398)
  - 어머니 : 찬덕 주씨(贊德[1] 周氏)[2]

 시가 개성 이씨(開城 李氏) 
- 시아버지 : 판사수감사 이개(判司水監事 李開)
  - 부마 : 계천군 호안공 이등(啓川君 胡安公 李登, 1379~1457)
    - 장남 : 이황(李宺)
    - 차남 : 문량공 이선(文良公 李宣)
    - 삼남 : 이림(李穼)
    - 사남 : 이효(李孝)
    - 장녀 : 진주인 정소(鄭韶)에게 출가
    - 차녀 : 청도인 김맹형(金孟衡)에게 출가
    - 삼녀 : 신평인 이만생(李晩生)에게 출가

## 같이 보기
- 호안공 이등과 의령옹주 묘역 - 서울특별시 기념물 제34호 (2013년 7월 18일 지정)